# 罷市
罷市意即停止市場的運作，通常是商人為了某種要求而聯合起來停止營業，讓對方妥協以達到其目的，許多是為了表達社會不公，自身的權利受到損害。其目的在表達個人身之不公，屬於表達示威的一種方式。

## 罷市的影響
罷市行為常會造成大眾不便，同時引起社會的關注，不過最後因為迫於生計通常終會復市。